# Wojskowy Przegląd Prawniczy
Wojskowy Przegląd Prawniczy (WPP) – czasopismo poświęcone zagadnieniom głównie prawa karnego wojskowego. Czasopismo wydawane od marca 1928 do wybuchu II wojny światowej. W 1945 roku, po zakończeniu wojny, wznowiono publikowanie periodyku. Czasopismo prawne do 2016 r. było wydawane przez Naczelną Prokuraturę Wojskową. Obecnie wydawane przez Prokuraturę Krajową.

## 1928–1939
Wojskowy Przegląd Prawniczy w okresie międzywojennym wydawany był przez Departament Sprawiedliwości Ministerstwa Spraw Wojskowych i Sekcję prawniczą Towarzystwa Wiedzy Wojskowej.
Inicjatorem powołania Przeglądu do życia był gen. Józef Daniec, szef Departamentu Sprawiedliwości M.S.Wojsk. Pracami nad jego powołaniem i ogólnym kierownictwem nad jego wydawaniem kierował mjr Emil Franciszek Mecnarowski, zastępca szefa Departamentu Sprawiedliwości M.S.Wojsk.
Pierwszym redaktorem naczelnym WPP był mjr Tomasz Rybicki, a sekretarzem redakcji kpt. Józef Wójcik. Redakcja mieściła się w siedzibie Dep. Sprawiedliwości M.S.Wojsk. w pokoju 312, a później 318.
Treść WPP dzieliła się na trzy działy:
- ogólny – artykuły merytoryczne
- informacyjny – ustawodawstwo, orzeczenia, dokumenty, glosy
- urzędowy – komunikaty Dep. Sprawiedliwości M.S.Wojsk.

W latach 1928–1930 WPP był miesięcznikiem, oznaczanym rokiem i kolejnym numerem od 1 do 12 (np. ROK I NR 4). Pierwszy numer ukazał się w marcu 1928 roku. Z tego też względu w roku pierwszym ukazały się jedynie numery od 1 do 10. Od 1930 WPP ukazywał się jako kwartalnik, oznaczony rokiem i kolejnym numerem zeszytu od 1 do 4. Ostatni przedwojenny numer jaki się ukazał w czerwcu 1939 roku posiadał oznaczenie ROK XII, ZESZYT 2. Numer wrześniowy nie ukazał się. W sumie wydano 51 numerów.
Redakcja nie brała odpowiedzialności za treść artykułów. Autorzy mogli nadsyłać prace do 15 dnia miesiąca, poprzedzającego miesiąc wydania. Przewidywano możliwość umieszczania ogłoszeń płatnych na II, III, IV stronie okładki, lub po tekście. W tym drugim przypadku cena ogłoszenia była droższa o 25%. Stosowano erraty w postaci włożonych kartek. Przez pewien okres strony z orzecznictwem były perforowane od wewnętrznej strony, tak by można było je wyrwać. Czasopismo drukowane było przez Drukarnię Ministerstwa Spraw Wojskowych, a następnie Główną Drukarnię Wojskową. Początkowo jeden numer przeglądu kosztował 2,5 zł, a prenumerata kwartalna 7,5 zł. W okresie gdy Przegląd był wydawany w formie kwartalnika cena egzemplarza wynosiła 5 zł.
Członkami Komitetu Honorowego w tym okresie byli:
- gen. bryg. Józef Daniec – szef Dep. Sprawiedliwości M.S.Wojsk. i naczelny prokurator wojskowy
- gen. bryg. Jakób Krzemieński – prezydent Najwyższego Sądu Wojskowego, prezes Najwyższej Izby Kontroli
- gen. bryg. Władysław Langner – zastępca II Wiceministra Spraw Wojskowych
- gen. bryg. Emil Mecnarowski – prezes Najwyższego Sądu Wojskowego
- gen. bryg. Bronisław Sikorski – sędzia Najwyższego Sądu Wojskowego

Do komitetu redakcyjnego należeli:
- płk dr Marian Buszyński – szef Wydziału II ustawodaczego Dep. Sprawiedliwości M.S.Wojsk.; zastępca szefa w Departamencie Sprawiedliwości M.S.Wojsk.
- płk Stanisław Cięciel – sędzia Najwyższego Sądu Wojskowego
- płk Stanisław Lubodziecki – sędzia Najwyższego Sądu Wojskowego
- ppłk dr Bolesław Matzner – referent Wydziału II ustawodaczego Dep. Sprawiedliwości M.S.Wojsk., szef Wydziału w Dep. Sprawiedliwości M.S.Wojsk.
- gen. bryg. Emil Mecnarowski – zastępca szefa Dep. Sprawiedliwości M.S.Wojsk. i naczelnego prokuratora wojskowego
- mjr dr Tadeusz Porębski – szef Wydziału w Dep. Sprawiedliwości M.S.Wojsk.
- mjr Tomasz Rybicki – podprokurator przy Wojskowym Sądzie Okręgowym I
- płk Edward Saski – szef Wydziału III spraw karnych i nadzoru prokuratorskiego Dep. Sprawiedliwości M.S.Wojsk.
- ppłk Kazimierz Słowikowski – szef Wydziału I organizacyjnego personalnego Dep. Sprawiedliwości M.S.Wojsk.
- mjr Jerzy Węsierski – szef Wydziału w Dep. Sprawiedliwości M.S.Wojsk.
- płk Zygmunt Zdziechowski – szef Wydziału IV konsultacji prawnej Dep. Sprawiedliwości M.S.Wojsk.